# Nieprześnia
Nieprześnia – wieś w Polsce, położona w województwie małopolskim, w powiecie bocheńskim, w gminie Bochnia.
W latach 1975–1998 miejscowość administracyjnie należała do województwa tarnowskiego.
Pod względem geograficznym znajduje się w dolinie potoku Polanka na Pogórzu Wiśnickim.

## Integralne części wsi
| SIMC    | Nazwa     | Rodzaj    |
| ------- | --------- | --------- |
| 0812583 | Dwór      | część wsi |
| 0812590 | Kąt       | część wsi |
| 0812608 | Łysa Góra | część wsi |
| 0812614 | Na Dole   | część wsi |
| 0812620 | Zapusty   | część wsi |

## Zabytki
Obiekty wpisane do rejestru zabytków nieruchomych województwa małopolskiego.
- Cmentarz wojenny nr 338 z I wojny światowej;
- park dworski z XIX wieku.

### Inne zabytki
- Dawny dwór